# شیشه‌شدگی
شیشه‌شدگی یا شیشه‌ای شدن (به انگلیسی: Vitrification)، عبارت است از دگرگونی یک ماده به شیشه که معمولاً در اثر سردشدن سریع یک مایع از راه فرایند انتقال شیشه بدست می‌آید. برخی واکنش‌های شیمیایی هم به شیشه شدن منجر می‌شوند. مهم‌ترین کاربرد شیشه‌شدگی در سرماداری است.
شیشه‌شدگی یک ویژگی برای مواد بی‌ریخت یا نامنظم است و هنگامی روی می‌دهد که پیوند میان ذره‌های اولیه مانند اتم، مولکول و ... از مقداری مشخص بالاتر می‌رود. نوسان‌های گرمایی، پیوندها را می‌شکنند پس، هرچه دما پایین تر باشد درجهٔ اتصال پیوندها بالاتر می‌رود. از این رو مواد بی‌ریخت دارای دمایی ویژه به نام دمای انتقال اند (Tg) که در دماهای پایین تر از دمای انتقال به صورت شیشه‌ای و در دماهای بالاتر از آن به صورت مذاب دیده می‌شوند.
به صورت گسترده تر، قرارگیری یک ماده در بافت شیشه‌ای را شیشه‌شدگی می‌نامند. که مهم‌ترین کاربرد آن در شیشه‌شدگی ضایعات هسته‌ای برای رسیدن به یک ترکیب پایدار و مناسب برای دور انداختن است.

## نمونه‌ها
هرگاه ساکارز به آرامی سرد شود، بلورهای شکر یا نبات بدست می‌آید اما هرگاه به سرعت سرد شود پشمک شکننده بدست می‌آید. این مسئله می‌تواند برای آب در حالت مایع هم رخ دهد. اگر آب به سرعت سرد شود یا در برابر مواد افزودنی که مانع تشکیل بلور یخ می‌شوند قرار گیرد دچار شیشه‌شدگی می‌شود. این عمل برخلاف انجماد است که در آن بلورهای یخ در آب درست می‌شود. این مواد افزودنی که ضدیخ نام دارند می‌توانند در علم سرمازیست‌شناسی کاربرد داشته باشند یا به صورت طبیعی در اندام‌های زندهٔ جانداران سرزمین‌های قطبی ترشح شوند.
برخی جانداران مانند قورباغهٔ شمالگان به صورت طبیعی گلیسیرین یا گلوکز در کبد خود تولید می‌کنند تا تشکیل یخ را کاهش دهند. هنگامی که ضدیخ در بدن قورباغهٔ شمالگان تولید می‌شود، حجم زیادی گلوکز در بدن جاندار آزاد می‌شود، در دمای پایین گونه‌ای از انسولین اجازه می‌دهد تا این گلوکز اضافی وارد سلول‌ها شود. هنگامی که قورباغه در بهار دوباره گرم می‌شود، گلوکز اضافی باید بی درنگ زدوده و در جایی ذخیره شود. بدن حشرات شمالگان نیز همین رویکرد را دارد. ماهی‌های شمالگان از پروتئین ضدیخ که گاهی با شکر همراه شده‌است، استفاده می‌کنند.
یک روش شیشه‌شدگی آب استفاده از میدان مغناطیسی برای در جریان نگه داشتن آب در هنگامی فوق سرمایش است. هنگامی که میدان مغناطیسی قطع می‌شود آب می‌خواهد بی درنگ یخ بزند اما بلورهای یخ فرصت کافی برای ساخته شدن پیدا نمی‌کنند. این روش نخستین بار در ژاپن در نگهداری سوشی به کار رفت. یک شرکت ژاپنی به نام ABI از روش‌های همانند این در شیشه‌شدگی اندام‌ها و سلول‌ها برای پیوند عضو استفاده می‌کند. تا کنون ثابت شده که می‌توان از این روش در شیشه‌شدگی دندان‌ها بهره برد.